# HC Dobrogea Sud Constanța
El HC Dobrogea Sud Constanţa es un equipo de balonmano de la ciudad de Constanta, Constanţa (distrito) (Rumanía). Actualmente juega en la Liga Națională.

## Palmarés
- Liga Națională (9) : 2004, 2006, 2007, 2009, 2010, 2011, 2012, 2013, 2014
- Supercopa de Rumanía (4) :  2008, 2011, 2013, 2014
- Copa de Rumania (7) : 2006, 2011, 2012, 2013, 2014, 2018, 2023
- Semifinalista de la Challenge Cup (1) :  2003–04
- Semifinalista en la Recopa de Europa (1) : 2005–06
- Semifinalista en la Copa EHF  (1) : 2013–14

## Plantilla 2024-25
|  | Goalkeepers - 01 Vladut Rusu - 16 Dan Vasile Left Wingers - 07 Alexandru Andrei - 33 Valentino Ravnić Right Wingers - 05 Ionuț Nistor - 31 Strahinja Stankovic Line players - 22 Gastón Mouriño - 23 Zoran Nikolić - 24 Andras Szasz | Left Backs - 08 Irakli Chikovani - 10 Gabriel Ilie - 17 Andrei Buzle - 34 Vitaly Komogorov Central Backs - 14 Călin Mihai Căbuț - 20 Andrei Dragan Right Backs - 13 Mikalai Aliokhin - 27 Nicolae Ungureanu |